# Rue de l'Hôtel-Saint-Paul
La rue de l'Hôtel-Saint-Paul est une voie du 4e arrondissement de Paris, en France.

## Situation et accès

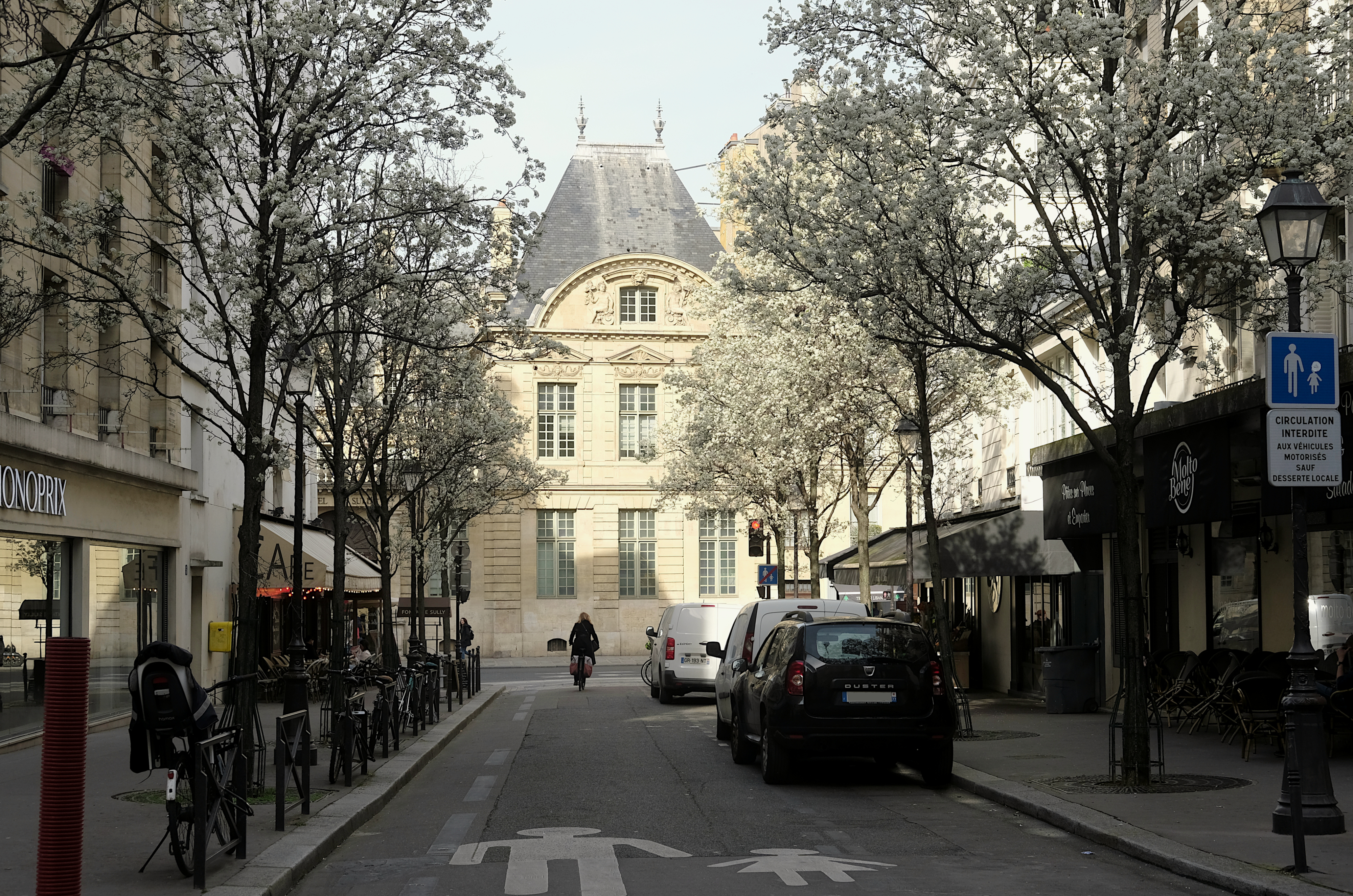
Autre vue de la rue.

La rue de l'Hôtel-Saint-Paul est une voie relativement courte - moins de 50 mètres - située dans le 4e arrondissement de Paris. Elle débute au 12, rue Neuve-Saint-Pierre et se termine au 61-67, rue Saint-Antoine, en face de l'hôtel de Sully.

## Origine du nom
Son nom garde la mémoire de l'ancien hôtel Saint-Pol à proximité.

## Historique

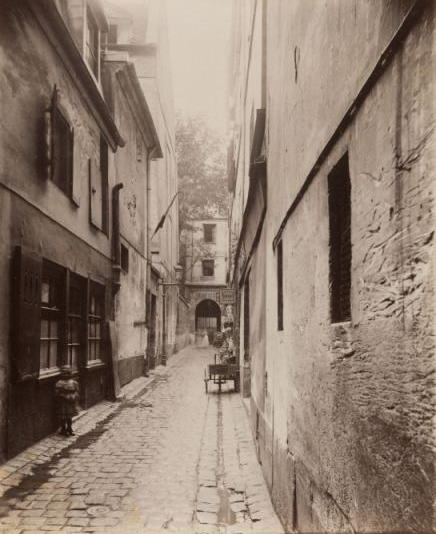
Passage Saint-Pierre donnant rue Saint-Antoine vers 1900. Photo d'Eugène Atget

La voie est ouverte sur l'emplacement de l'ancien passage Saint-Pierre créé vers 1797 lors de la démolition de l'église l'église Saint-Paul sur l'emprise du cul-de-sac Saint-Paul créé en 1670 avec un retour d'équerre dans le « cul-de-sac Saint-Éloi » ouvert au XVIe siècle sur la rue Saint-Paul pour conduire au cimetière Saint-Paul-des-Champs sans passer par l'église.
L'entrée du cimetière Saint-Paul se situait au point de rencontre de ces deux impasses. 
En 1912 la branche aboutissant dans la rue Saint-Paul est élargie à 13 mètres et prolongée jusqu'à la rue Beautreillis. Celle communiquant avec la rue Saint-Antoine devient la rue de l'Hôtel Saint-Paul. La maison du 65 de la rue Saint-Antoine où se trouvait la voute d'entrée du passage est démolie. Cette maison était à l'emplacement de l'hôtel de Cassel qui appartenait vers 1350 à Yolande de Flandre et vers 1374 à Pierre d'Orgemont, chancelier de France.
Les maisons du XIXe siècle qui bordaient l'étroit passage Saint-Pierre sont démolies. Cette partie du passage reconstruit prend sa dénomination actuelle par un arrêté du 6 juin 1922.